# Pêntade de Reynolds
A pêntade de Reynolds é uma coleção de sinais e sintomas que sugerem o diagnóstico de colangite ascendente obstrutiva, uma infecção grave do sistema biliar. É uma combinação da tríade de Charcot (dor no quadrante superior direito, icterícia e febre) com choque (pressão baixa, taquicardia) e estado mental alterado. Às vezes, os dois sinais adicionais são listados simplesmente como pressão arterial baixa e confusão.
Foi nomeado após o cirurgião, B.M. Reynolds, que o descreveu em 1959 junto com o Dr. Everett L. Dargan.